# Карол Гросман
Карол Гросман (Karol Grossmann) е австро-унгарски и югославски юрист, словенец, сред пионерите на кинематографията в Австро-унгарската империя.

## Биография
Роден е в Драковци край с. Мала Неделя, Австрийската империя (днес в Североизточна Словения) на 27 октомври 1864 г.
Работи като юрист в Лютомер. Става първият словенски кинодеец, като през прави 1905 г. първия словенски кинозапис в Лютомер, където в градския музей днес са запазени 2 негови филми.
Умира в град Лютомер на 3 август 1929 г.

## Филмография
- Разотиване след литургията в Лютомер (Odhod od maše v Ljutomeru) – 1905
- Панаир в Лютомер (Sejem v Ljutomeru) – 1905
- В семейната градина (Na domačem vrtu) – 1906